# Edalorhina
Edalorhina és un gènere d'amfibis de la família Leptodactylidae que es troba a Colòmbia, l'Equador, el Perú i el Brasil.

## Taxonomia
- Edalorhina nasuta (Boulenger, 1912)
- Edalorhina perezi (Jiménez de la Espada, 1871)